# زیردریایی لا زیبیله (۱۹۳۲)
زیردریایی لا زیبیله (۱۹۳۲) (به انگلیسی: French submarine La Sibylle (1932)) یک زیردریایی است که طول آن ۶۴٫۴ متر (۲۱۱ فوت) می‌باشد. این زیردریایی در سال ۱۹۳۲ ساخته شد.